# Shutruk-Nahhunte
Šutruk-Naḫḫunte (también Shutruk-Nahhunte) fue un rey de Elam, segundo de la dinastía Shutrukida, que reinó entre 1185 y 1160 a. C. Él, sus hijos y sucesores Kutir-Nahhunte III y Shilhak-Inshushinak llevaron a su apogeo al reino elamita.

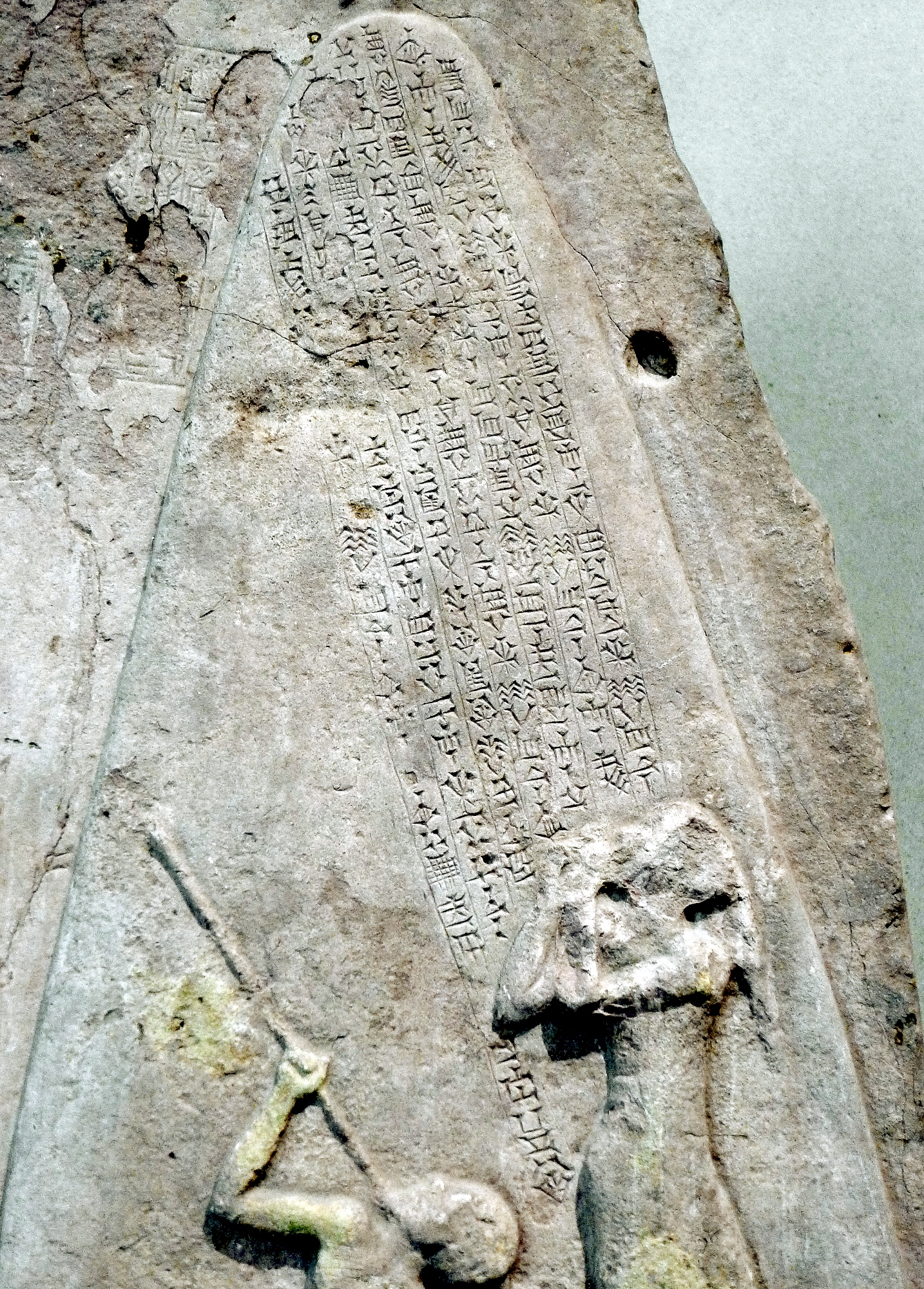
Estela de Naram-Sin robada por Šutruk-Nahhunte como botín de guerra

Establecido en Susa, lanza diversas expediciones militares contra el Imperio babilónico, cuyo relato hace grabar en varias estelas. El ejército se desplegó por el sur de Babilonia, atravesando el río Karún, conquistando ciudades y pueblos e imponiendo pesados tributos en oro y plata a sus habitantes. Así cayeron Ešnunna, Dur-Kurigalzu, y Sippar. Después de apoderarse de las ciudades del bajo Diyala, se dirigió al oeste, hacia el Éufrates, conquistando Sippar, dividiendo Babilonia en dos partes, para descender hacia el sur, en dirección a Kiš y conquistar la capital, casi sin resistencia.
Hubo, además un inmenso saqueo de obras de arte, que se llevó a Susa: una estatua de Manishutusu, de Ešnunna, la estela de Naram-Sin, de Sippar, el obelisco de Manishutusu, de Agadé, y, quizá, una estela con el código de Hamurabi. Arrancando a los templos los testimonios de su pasado prestigioso, el rey elamita intentaba conquistar, de alguna manera, no solo el país, sino las fuentes de esa civilización.
Durante su reinado se abandona la escritura acadia y se empieza a utilizar la elamita, también una escritura cuneiforme, pero más compleja.

## En la Literatura y el cine
Šutruk-Naḫḫunte ganó una mínima exposición pública en la novela corta de Ethan Canin The Palace Thief (El Ladrón de Palacio), y su adaptación en la película de 2002 The Emperor's Club (El Club de los Emperadores), en la que uno de los elementos clave es una placa que describe las hazañas de Šutruk-Naḫḫunte, egomaníaco conquistador famoso en su día pero virtualmente desconocido hoy.
En la película, una placa sobre la puerta del aula de Mr. Hundert dice:

Yo soy Šutruk-Naḫḫunte [sic], Rey de Anshan y Susa, soberano de la tierra de Elam. Por mandato de Inshushinak, destruí Sippar y tomé la estela de Naram-Sin y la traje de vuelta a Elam, donde la erigí como ofrenda a mi dios, Inshushinak. Šutruk-Nahunte 1158 a.C.

En la película, Mr. Hundert explica que la cita trata de un rey prácticamente desconocido, que habla de su lista de conquistas, pero no dice nada sobre los beneficios de ellas. De acuerdo con Mr. Hundert, este rey es desconocido en la Historia, porque "una gran ambición y conquista sin contribuciones nunca tendrá significación (...en la Historia)."